# British Journal of Haematology
Das British Journal of Haematology, abgekürzt Br. J. Haematol., ist eine wissenschaftliche Fachzeitschrift, die vom Wiley-Blackwell-Verlag im Auftrag der British Society for Haematology veröffentlicht wird. Die Zeitschrift wurde im Jahr 1955 gegründet und erscheint mit 23 Ausgaben im Jahr. Es werden Arbeiten aus allen Bereichen der Hämatologie veröffentlicht. Der online-Zugang zu Behandlungsrichtlinien ist frei.
Der Impact Factor lag im Jahr 2014 bei 4,711. Nach der Statistik des ISI Web of Knowledge wird das Journal mit diesem Impact Factor in der Kategorie Hämatologie an zwölfter Stelle von 68 Zeitschriften geführt.
Chefherausgeber ist Finbarr E. Cotter (Queen Mary, University of London, Vereinigtes Königreich).